# تروا (فیلم ۱۳۹۹)
تروا فیلمی به کارگردانی و نویسندگی محمد علیزاده فرد و تهیه‌کنندگی یوسف منصوری محصول سال ۱۳۹۹ است. این فیلم در سی و نهمین دوره جشنواره فیلم فجر حضور دارد.

## خلاصه
محمد پس از سال‌ها انتظار قرار است امشب به آرزوی خود برسد و قبل از سریال اوشین به عنوان مجری در تلویزیون ظاهر شود. اما توسط بهادر یکی از اعضای منافقین به جای برادر دوقلویش که یک پاسدار است کشته می شود 